# Infecció per transmissió vertical
Una infecció per transmissió vertical és una infecció (per tant causada per patògens, com ara bacteris i virus) que utilitza la transmissió de mare a fill, és a dir, la transmissió directa de la mare a l'embrió, fetus o el nadó durant l'embaràs o el part. Pot ocórrer quan la mare té una infecció com una malaltia intercurrent en l'embaràs. Les deficiències nutricionals poden augmentar els riscos d'infecció perinatal.

## Exemples

### Bacterianes
- Clamidiosi[1]
- Gonorrea
- Listeriosi
- Malaltia de Lyme
- Sífilis congènita[2]
- Infecció per Streptococcus agalactiae
- Infecció per Ureaplasma urealyticum

### Fúngiques
- Candidosi

### Víriques
- Infecció per citomegalovirus
- Infecció per enterovirus
- Hepatitis B (només durant el part)[3]
- Hepatitis C[4] (D) i E
- Herpes simple neonatal
- Infecció per parvovirus B19 (produeix hidropesia fetal)
- Rubèola congènita
- Toxoplasmosi congènita
- Infecció pel virus del papil·loma humà
- Varicel·la i herpes zòster
- Infecció pel VIH[5][6]
- Infecció pel virus del Zika